# Gratineren

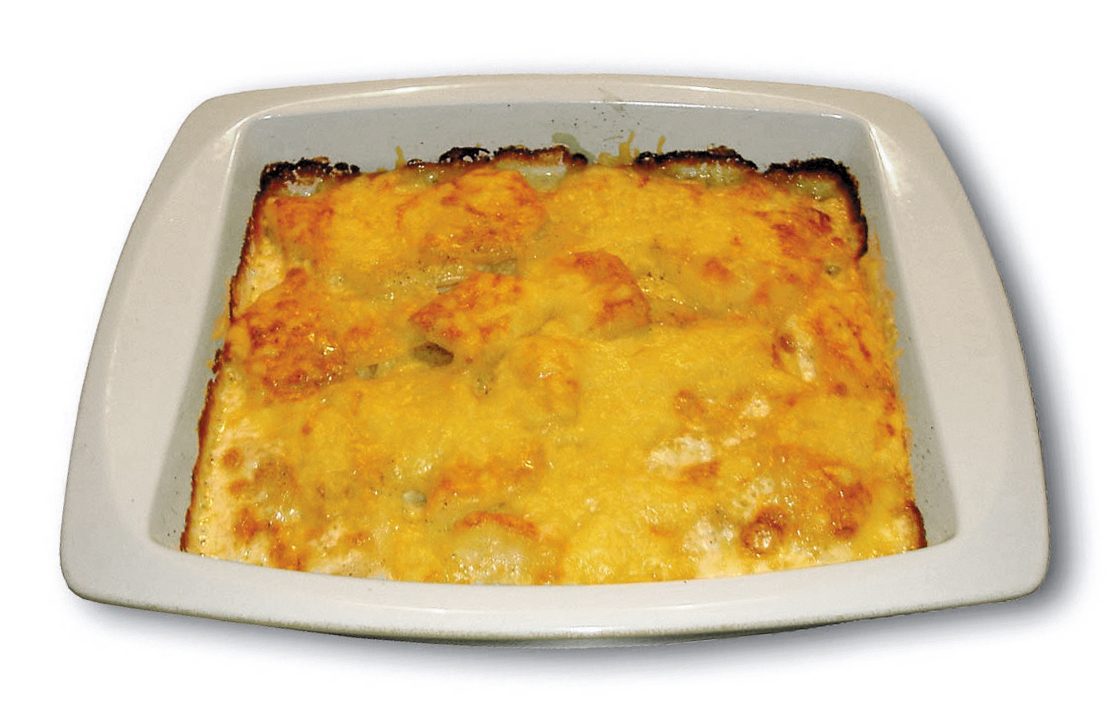
Aardappelgratin

Gratineren of "overbakken" is een kooktechniek waarbij de bovenkant wordt voorzien van een korst. Veelal wordt dit gedaan met kaas. De bovenkant wordt bestrooid met geraspte kaas en/of paneermeel en boter, waarna men het gerecht door verhitting in een bruin korstje laat krijgen. Dit kan gebeuren in een oven, maar ook met behulp van een brander.